# John Dankworth
Sir John Phillip William Dankworth kendt som John Dankworth (20. september 1927 – 6. februar 2010) var en engelsk jazzmusiker.
Dankworth blev født i Woodford, Essex. Han voksede op i Walthamstow og var i familie med en del musikere. Han fik en violin og et klaver, da han var 16 år.
I 1950 dannede han en lille gruppe, kendt som 'Dankworth Seven'.
I oktober 2009 blev han syg ved afslutningen af sin turné i USA. Han og hans kone aflyste en række britiske koncerter i den følgende måned. Han begyndte på scenen igen i december 2009, hvor han spillede saxofon i en kørestol. Han døde den 6. februar 2010, 82 år.